# 찬 산토키
찬드리카페르사드 산토키(힌디어: चंद्रिकापेर्साद सांतोखी, 네덜란드어: Chandrikapersad Santokhi, 1959년 2월 3일~)는 2020년부터 수리남의 제9대 대통령인 수리남의 전직 경찰관이자 정치인이다. 2020년 선거에서 승리한 후, 산토키는 수리남의 대통령 후보로 단독 지명되었다. 7월 13일, 산토키는 경합이 없는 선거에서 지지를 얻어 대통령으로 선출되었다. 그는 7월 16일에 취임했다.

## 어린 시절
찬드리카페르사드 산토키는 1959년 2월 3일, 수리남 렐리도르프에서 인도-수리남 힌두계 가정에서 태어났다. 그는 시골에서 9명의 자녀가 있는 가정에서 막내로 자랐다. 그의 아버지는 파라마리보 항구에서 일했고 어머니는 렐리도르프에서 가게 조수로 일했다.

## 경력

### 경찰 경력
산토키는 파라마리보에 있는 알게메네 미델바레 학교에서 VWO 졸업장을 취득한 후 네덜란드로 유학하기 위해 장학금을 받았다. 1978년부터 1982년까지 아펠도른에 있는 네덜란드 경찰 아카데미에서 공부했다. 학업을 마친 후 1982년 9월 수리남으로 돌아와 경찰에서 일했다. 23세 때부터 1989년 국가 범죄 수사 부서장으로 임명될 때까지 산토키는 게이어스블라이트와 와니카에서 경찰 조사관으로 일했다. 1991년에 그는 경찰청장으로 임명되었다.

### 법무부장관
2005년 9월, 산토키는 진보개혁당을 대표하여 법무·경찰부 장관으로 취임하였다. 그의 재임 기간은 범죄, 특히 마약밀매에 대한 강력한 단속과 엄격하고 말도 안 되는 법질서 집행으로 특징지어진다. 이것은 그에게 데시 바우테르서로부터 얻은 별명인 보안관이라는 별명을 얻게 해주었다.

### CICAD 회장
15년간 미주약물남용통제위원회(CICAD)의 공식 대표였던 산토키는 2010년 12월 6일 1년간 이 기구의 회장으로 선출되었다. CICAD는 서반구의 약물정책을 조정하는 미주 기구의 자율기구이다. 2009년에도 산토키는 1년간 이 기구의 부회장이었다.

### 진보개혁당 위원장
2011년 7월 3일, 산토키는 진보개혁당(VHP)의 의장으로 선출되었다. 한때 인도계 수리남 정당이었던 진보개혁당은 산토키의 의장 임명 이후, 현재 통계에 따르면 수리남에서 두 번째로 큰 정당인 다민족 정당으로 성장했다. 의회에서 8석을 차지한 VHP는 2020년까지 제1야당이었다.

### 대통령직

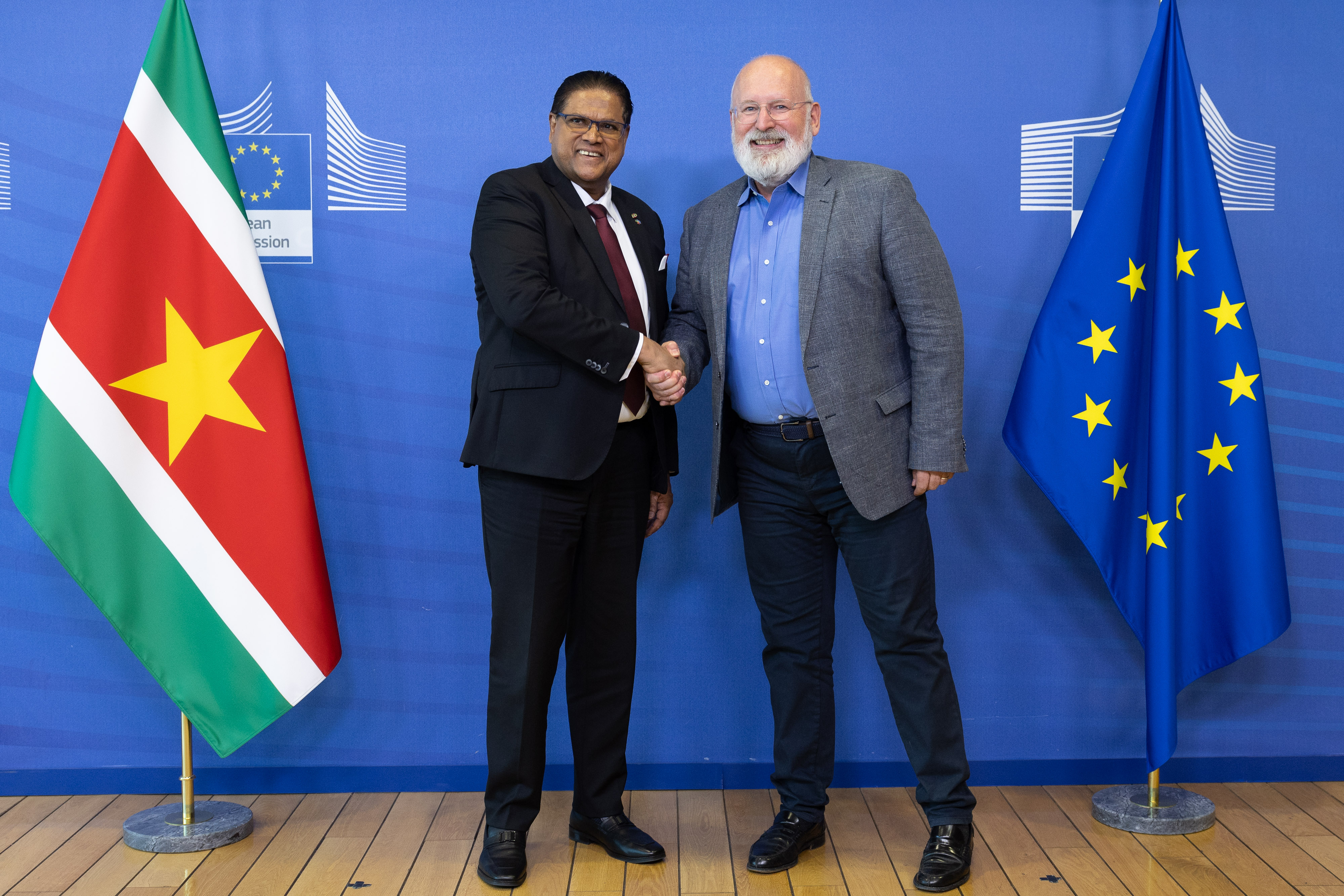
2023년 7월 프란스 티머만스와 산토키

2020년 5월 26일, 2020년 수리남 총선의 예비 결과는 VHP가 가장 큰 정당이며 찬 산토키가 수리남의 제9대 대통령이 될 가능성이 가장 높은 후보임을 보여주었다. 5월 30일, 찬 산토키는 수리남의 대통령 출마를 발표했다. 6월 29일, VHP는 찬 산토키를 대통령 후보로 지명했다. 7월 7일, 연합은 찬 산토키를 수리남의 대통령으로, 로니 브런스위크를 수리남의 부통령으로 지명했다. 다른 후보자는 2020년 7월 8일, 15시(UTC-3)에 지명되지 않았고, 7월 13일, 산토키는 경합 없는 선거에서 지지를 얻어 대통령으로 선출되었다. 그는 7월 16일, 파라마리보의 오나프한켈리크헤이드스플레인에서 코로나19 범유행으로 인해 대중 없이 취임식을 치렀다. 그는 선서식에서 힌두교 산스크리트어 슐로카와 진언을 암송하는 선서를 했다. 산토키의 취임식은 또한 여러 기독교 종교 지도자들의 축복을 받았다.
산토키는 2021년 9월, 네덜란드를 방문하여 양국간 외교 관계가 냉각된 후 2008년 이후 수리남 최초의 대통령이 되었다. 네덜란드의 총리 마르크 뤼터는 이번 화해를 "역사적인 것"이라고 언급했다.

## 사생활
2020년 7월 19일, 찬 산토키는 오랜 파트너이자 변호사인 멜리사 세나체리와 결혼했다. 결혼식은 비공개로 진행되었다. 그는 또한 이전 결혼에서 얻은 두 명의 성인 자녀(딸과 아들)가 있다.